# Soureth
Soureth is een hoeve in de Nederlandse gemeente Heerlen, provincie Limburg.

## Geschiedenis
In 1281 werd het leengoed Soeret al genoemd. Tilman van Soeret hield toen de gronden in leen van de familie Van Wickradt, en in dat jaar deden Otto van Wickrath en zijn gelijknamige neef afstand van hun rechten op 15 bunders tienden bij Soereth.
Vanaf 1378 was de hertog van Brabant leenheer van Soureth. In 1400 werd Daem van Zuerit als leenman genoemd. In de 15e eeuw is Soureth waarschijnlijk een allodiaal goed geworden, maar wie de grond als zodanig heeft aangekocht is onbekend. Mogelijk was dit het Sint-Elisabethsgasthuis uit Aken, dat in 1560 Soureth in eigendom had.
In 1674 was Soureth in handen van de familie Van Wylre. Door het huwelijk van Anna Thérèse Alexandra van Wylre met Joseph Florentin de Cravatte in 1781 kwam het goed in eigendom bij zijn familie.
Begin 19e eeuw had de familie Pluymaeckers de hoeve in bezit. Zij bleven er tot in de 20e eeuw wonen.
In 1980 werd in de hoeve de discotheek De Peppermill gevestigd. Deze ging in 2014 failliet. Hierna kwamen er een evenementencentrum en in 2021 een speelhal.
De hoeve staat anno 2023 aan de rand van industrieterrein De Beitel.

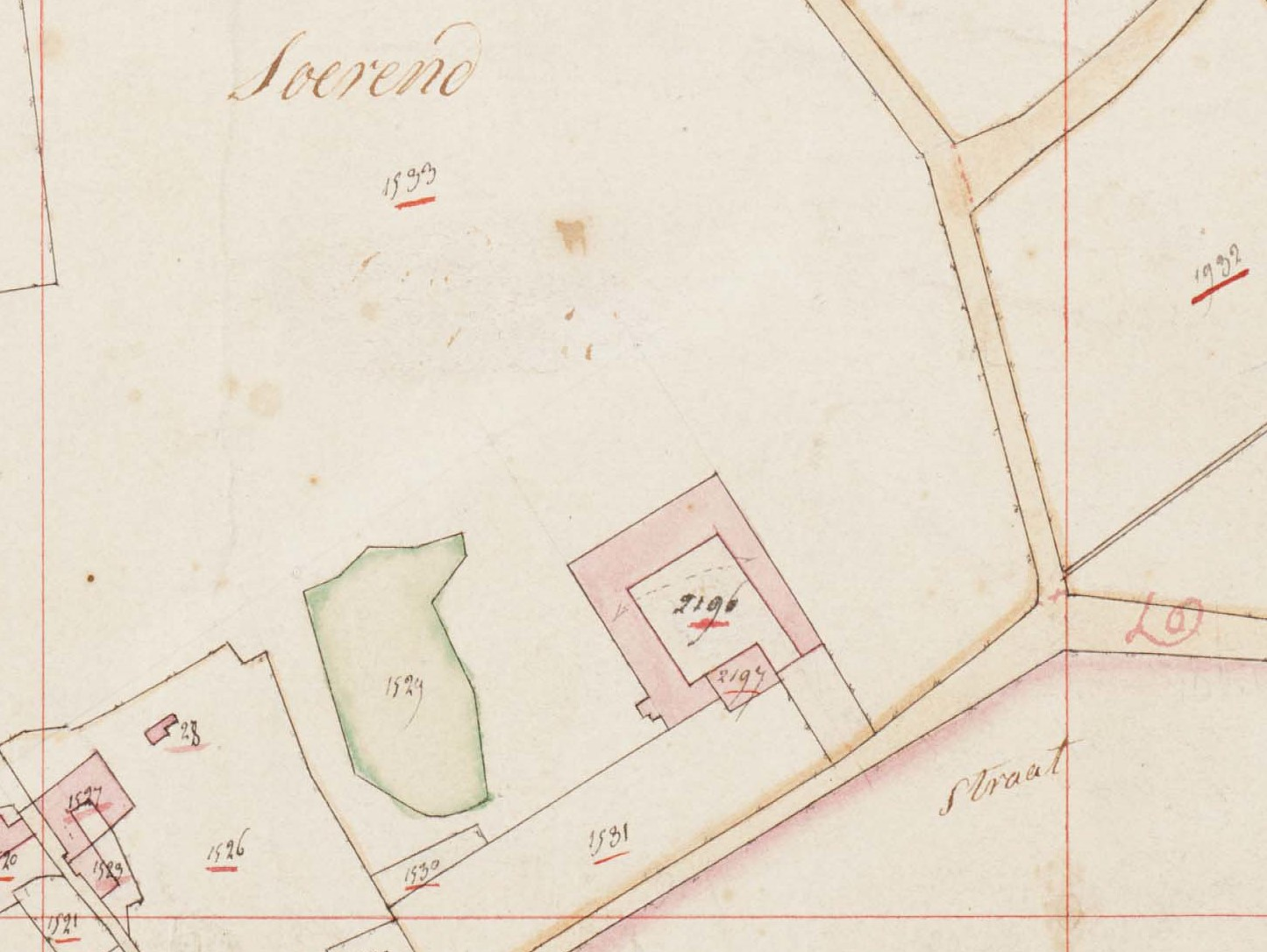
De hoeve Soureth op de kadastrale minuut van 1822

## Beschrijving
Soureth is een gesloten hoeve rondom een binnenplaats. Het bakstenen herenhuis bestaat uit twee verdiepingen onder een mansardedak. Een steen met het jaartal 1799 bevindt zich in de zuidelijke topgevel, samen met twee rechthoekige uilengaten. In de kelder zijn bakstenen troggewelven tussen ellipsbogen.
Naast het herenhuis bevindt zich de pachterswoning die deels stamt uit begin 18e eeuw.
Het is niet duidelijk of de hoeve een oudere voorganger had. De verdwenen vijver aan de westzijde van de hoeve zou een restant van een omgrachting kunnen zijn, waardoor er mogelijk een ouder, eventueel versterkt huis heeft gestaan.